# Gonomyia (Leiponeura) conquisita
Gonomyia (Leiponeura) conquisita is een tweevleugelige uit de familie steltmuggen (Limoniidae). De soort komt voor in het Oriëntaals gebied.